# Lista światowego dziedzictwa UNESCO w Chorwacji
Lista światowego dziedzictwa UNESCO w Chorwacji – lista miejsc w Chorwacji wpisanych na listę światowego dziedzictwa UNESCO, ustanowionej na mocy Konwencji w sprawie ochrony światowego dziedzictwa kulturowego i naturalnego, przyjętej przez UNESCO na 17. sesji w Paryżu 16 listopada 1972 i ratyfikowanej przez Chorwację 6 lipca 1992 roku.
Obecnie (stan na 2023 rok) na liście znajduje się 10 obiektów: 8 dziedzictwa kulturowego i 2 o charakterze przyrodniczym.
Na chorwackiej liście informacyjnej UNESCO – liście obiektów, które Chorwacja zamierza rozpatrzyć do zgłoszenia do wpisu na listę światowego dziedzictwa – znajduje się 15 obiektów (stan na 2023 rok).

## Obiekty na liście światowego dziedzictwa UNESCO
Poniższa tabela przedstawia chorwackie obiekty na liście światowego dziedzictwa UNESCO:
Nr ref. – numer referencyjny UNESCO;
Obiekt – polskie tłumaczenie nazwy wpisu na liście wraz z jej angielskim oryginałem;
Położenie – miasto, żupania; współrzędne geograficzne;
Typ – klasyfikacja według Komitetu Światowego Dziedzictwa:
- kulturowe (K)
- przyrodnicze (P)
- kulturowo–przyrodnicze (K,P)

Rok wpisu – roku wpisu na listę i rozszerzenia wpisu;
Opis – krótki opis obiektu wraz z informacjami o jego zagrożeniu.
     Wpisy transgraniczne
| Nr ref. | Obiekt | Zdjęcie | Położenie | Typ               | Rok                                               | Opis |
| ------- | --- | ------- | --- | ----------------- | ------------------------------------------------- | --- |
| 98      | Park Narodowy Plitwice Plitvice Lakes National Park |         | Żupania licko-seńska Żupania karlowacka 44°52′49,6″N 15°36′57,7″E/44,880450 15,616040                                                               | P (vii)(viii)(ix) | 1979 2000                                         | Park Narodowy położony jest niedaleko granicy z Bośnią i Hercegowiną. Jest znany z tzw. Jezior Plitwickich – 16 jezior krasowych połączonych ze sobą licznymi wodospadami. Żyją tu niedźwiedzie, wilki oraz wiele rzadkich gatunków ptaków. |
| 97      | Zabytkowe centrum Splitu wraz z pałacem Dioklecjana Historical Complex of Split with the Palace of Diocletian                                                                           |         | Żupania splicko-dalmatyńska 43°30′50″N 16°27′21″E/43,513889 16,455833                                                                               | K (ii)(iii)(iv)   | 1979                                              | Drugie co do wielkości miasto w Chorwacji, jest znane z rezydencji rzymskiego cesarza Dioklecjana z przełomu III i IV wieku. Duża część zabudowy miasta powstała w stylu barokowym. |
| 95      | Stare Miasto w Dubrowniku Old City of Dubrovnik |         | Żupania dubrownicko-neretwiańska 42°38′25″N 18°06′30″E/42,640278 18,108333                                                                          | K (i)(iii)(iv)    | 1979 1994 2018                                    | Miasto przeżywało rozkwit od XIII do XVI wieku. Pełniło funkcję stolicy Republiki Raguzy. Zostało w dużym stopniu zniszczone, w wyniku trzęsienia ziemi w 1667 roku oraz w 1992 roku w wyniku wojny w Bośni i Hercegowinie. |
| 809     | Zespół bazylikalny Eufrazjana na Starym Mieście w Poreču Episcopal Complex of the Euphrasian Basilica in the Historic Centre of Poreč                                                   |         | Żupania istryjska 45°13′43″N 13°35′37″E/45,228611 13,593611                                                                                         | K (ii)(iii)(iv)   | 1997                                              | Bazylika została wzniesiona w VI wieku, na miejscu dawnych obiektów sakralnych. Budynek jest jednym z najlepiej zachowanych przykładów wpływów sztuki bizantyńskiej w Chorwacji. |
| 810     | Zabytkowe miasto Trogir Historic City of Trogir |         | Żupania splicko-dalmatyńska 43°31′00″N 16°15′00″E/43,516667 16,250000                                                                               | K (ii)(iv)        | 1997                                              | Trogir został założony w III wieku p.n.e. przez greckich kolonistów z wyspy Issa. Miasto charakteryzuje szachownicowy układ ulic, pochodzący z okresu hellenistycznego. W 1123 roku zostało zniszczone przez Saracenów. |
| 963     | Katedra Świętego Jakuba w Szybeniku The Cathedral of St James in Šibenik |         | Żupania szybenicko-knińska 43°44′08″N 15°53′21″E/43,735556 15,889167                                                                                | K (i)(ii)(iv)     | 2000                                              | Budowa katedry trwała 124 lata, rozpoczęła się w 1431 roku, a zakończyła w 1555 roku. Budowla łączy w sobie style gotycki i renesansowy. W architekturze katedry widać również wpływy z innych kultur m.in.: weneckiej, dalmackiej oraz toskańskiej. |
| 1240    | Równina Stari Grad Stari Grad Plain |         | Żupania splicko-dalmatyńska 43°10′54″N 16°38′19″E/43,181667 16,638611                                                                               | K (ii)(iii)(v)    | 2008                                              | Krajobraz kulturowy wyspy Hvar, który zachował się w formie praktycznie niezmienionej od IV wieku p.n.e. Pierwsi na wyspę dopłynęli Grecy jońscy z Paros. Znajduje się tutaj również rezerwat przyrody. |
| 1504    | Średniowieczne cmentarze z kamieniami nagrobnymi zwanymi stećci Stećci Medieval Tombstone Graveyards                                                                                    |         | Żupania splicko-dalmatyńska | K (iii)(vi)       | 2016                                              | Kamienne nagrobki pochodzące z późnego średniowiecza. W większości są zrobione z wapienia, serpentynów, łupków, zlepieńców lub tufu. Zawierają one szeroką gamę motywów dekoracyjnych i inskrypcji, które reprezentują ciągłości ikonograficzne średniowiecznej Europy. Wpis transgraniczny z Bośnią i Hercegowiną, Czarnogórą oraz Serbią. |
| 1533    | Fortyfikacje weneckie z XVI–XVII w.: Stato da Terra i zachodnia część Stato da Mar Venetian Works of Defence between the 16th and 17th Centuries: Stato da Terra – Western Stato da Mar |         | Szybenik, Zadar Żupania zadarska Żupania szybenicko-knińska 43°43′44,6″N 15°54′07,9″E/43,729056 15,902186 44°07′00″N 15°13′00″E/44,116667 15,216667 | K (iii)(iv)       | 2017                                              | Wpis na listę UNESCO obejmuje 2 forty obronne położone na terytorium Chorwacji. Wpis transgraniczny z Czarnogórą i Włochami. |
| 1133    | Pradawne i pierwotne lasy bukowe Karpat i innych regionów Europy Ancient and Primeval Beech Forests of the Carpathians and Other Regions of Europe                                      |         | 49°00′00″N 15°00′00″E/49,000000 15,000000 | P (ix)            | 2007 (większe modyfikacje w 2011, 2017 oraz 2021) | Zespół względnie nienaruszonych europejskich lasów bukowych. Od końca ostatniej epoki lodowcowej buk europejski zaczął się rozprzestrzeniać na terenie Alp, Karpat, Dinaryd oraz Pirenejów. Udana ekspansja na całym kontynencie europejskim była możliwa dzięki szerokiej tolerancji buka na różne warunki klimatyczne. Wpis transgraniczny z Austrią, Albanią, Belgią, Bośnią i Hercegowiną, Bułgarią, Czechami, Francją, Hiszpanią, Macedonią Północną, Niemcami, Polską, Rumunią, Słowacją, Słowenią, Szwajcarią, Ukrainą oraz Włochami. |

## Obiekty na chorwackiej liście informacyjnej UNESCO
Poniższa tabela przedstawia chorwackie obiekty na liście informacyjnej UNESCO:
Nr ref. – numer referencyjny UNESCO;
Obiekt – polskie tłumaczenie nazwy wpisu na liście informacyjnej wraz z jej angielskim oryginałem;
Położenie – miasto, żupania; współrzędne geograficzne;
Typ – klasyfikacja według Komitetu Światowego Dziedzictwa:
- kulturowe (K)
- przyrodnicze (P)
- kulturowo–przyrodnicze (K,P)

Rok wpisu – roku wpisu na listę informacyjną;
Opis – krótki opis obiektu wraz z informacjami o jego zagrożeniu.
| Nr ref. | Obiekt | Zdjęcie | Położenie | Typ                    | Rok  | Opis |
| ------- | --- | ------- | --- | ---------------------- | ---- | --- |
| 157     | Zadar – kompleks biskupi Zadar – Episcopal complex |         | Żupania zadarska 44°07′00″N 15°13′00″E/44,116667 15,216667                                                                      | K (i)(ii)(iii)(iv)(vi) | 2005 | Wpis na listę informacyjną obejmuje katedrę św. Anastazji, kościół św. Donata oraz pałac arcybiskupi. Zadar jest znany z zachowanego rzymskiego układu ulic.                                                                                  |
| 160     | Zespół historyczno-urbanistyczny z: miastem Ston, wsią Mali Ston, murami obronnymi, rezerwatem przyrody Malostonski zaljev, Stonsko polje oraz solankami Historical-town planning ensemble of Ston with Mali Ston, connecting walls, the Mali Ston Bay nature reserve, Stonsko Polje and the salt pans |         | Żupania dubrownicko-neretwiańska 42°50′10″N 17°41′46″E/42,836111 17,696111                                                      | K (i)(iii)(iv)(v)      | 2005 | Ston był jednym z najważniejszych fortów Republiki Raguzy. Na listę informacyjną wpisany został również pobliski rezerwat przyrody oraz miejskie solanki.                                                                                     |
| 161     | Zespół historyczno-urbanistyczny Tvrđa (fort) w Osijeku Historical-Town Planning Ensemble Tvrda (Fort) in Osijek |         | Żupania osijecko-barańska 45°33′00″N 18°40′00″E/45,550000 18,666667                                                             | K (i)(iv)(vi)          | 2005 | Tvrđa – twierdza gwiazda, jest jednym z największych i najlepiej zachowanych zespołów budynków barokowych w Chorwacji. Pełniła funkcję administracyjnego, handlowego oraz wojskowego centrum miejskiego.                                      |
| 162     | Varaždin – historyczne centrum i stare miasto (zamek) Varazdin – Historic Nucleus and Old Town (the Castle) |         | Żupania varażdińska 46°18′00″N 16°20′00″E/46,300000 16,333333                                                                   | K (i)(iii)(iv)(vi)     | 2005 | Centrum miasta stanowi zespół średniowieczno-renesansowo-barokowych budynków. Przez krótki okres w XVIII wieku, Varaždin był stolicą Chorwacji.                                                                                               |
| 1167    | Burg – zamek Veliki Tabor Burg – Castle of Veliki Tabor |         | Hum Košnički Żupania krapińsko-zagorska 46°09′16,9″N 15°39′03,9″E/46,154694 15,651083                                           | K (iv)                 | 2005 | Zamek, wybudowany na przełomie XV i XVI wieku, łączy w sobie cechy późnogotyckiej i renesansowej architektury. Po zakończeniu I wojny światowej służył jako więzienie.                                                                        |
| 2012    | Park Przyrody Lonjsko polje Lonjsko Polje Nature Park |         | Żupania sisacko-moslawińska 45°25′12″N 16°38′24″E/45,420000 16,640000                                                           | K, P                   | 2005 | Lonjsko polje jest największym bagiennym obszarem chronionym położonym w dorzeczu Dunaju. Znajdują się tutaj ważne siedliska ptaków, a także złoża ropy naftowej i gazu ziemnego.                                                             |
| 2013    | Góry Welebit Velebit Mountain |         | Żupania licko-seńska Żupania zadarska 44°32′00″N 15°14′00″E/44,533333 15,233333                                                 | P (vii)(viii)(ix)(x)   | 2005 | Najwyższy łańcuch górski w Chorwacji. Na jego terenie znajdują się dwa parki narodowe: Park Narodowy Welebitu Północnego oraz Park Narodowy Paklenica. W 1932 roku miało tutaj miejsce powstanie nacjonalistów, skierowane przeciwko królowi. |
| 2015    | Zabytkowe centrum Splitu wraz z pałacem Dioklecjana (rozszerzenie) Diocletian’s Palace and the Historical Nucleus of Split (extension) |         | Żupania splicko-dalmatyńska 43°30′50″N 16°27′21″E/43,513889 16,455833                                                           | K (i)(ii)(iii)(iv)(v)  | 2005 | Jest to propozycja rozszerzenia wpisu „Zabytkowe centrum Splitu wraz z pałacem Dioklecjana” o dodatkowe zabytki, w tym m.in. akwedukt Dioklecjana.                                                                                            |
| 2017    | Lubenice |         | Żupania primorsko-gorska 44°53′13,2″N 14°19′55,2″E/44,887000 14,332000                                                          | K (v)                  | 2005 | Wieś położona na wyspie Cres, na wzgórzu na wysokości 378 m n.p.m., zamieszkana od czasów prehistorycznych. |
| 5102    | Winnice Primošten Primošten Vineyards |         | Żupania szybenicko-knińska 43°35′00″N 15°55′00″E/43,583333 15,916667                                                            | K (v)(vi)              | 2007 | Winnice Primošten reprezentują tradycyjną formę uprawy śródziemnomorskiej. Zajmują one łączną powierzchnię 18,4 hektarów. |
| 5103    | Pustinja Blaca Hermitage Blaca |         | Żupania splicko-dalmatyńska 43°17′35″N 16°31′46″E/43,293056 16,529444                                                           | K (ii)(v)              | 2007 | Dawna pustelnia (erem) założona w XVI wieku. W 1963 roku otwarto tutaj muzeum m.in. ze sztuką barokową. |
| 5104    | Miasto Motovun City of Motovun |         | Żupania istryjska 45°20′09″N 13°49′40″E/45,335833 13,827778                                                                     | K (ii)(iv)             | 2007 | W czasach starożytnych miasto pełniło funkcję rzymskiego obozu wojskowego. W średniowieczu Motovun zostało zajęte przez Republikę Wenecką, co przyspieszyło jego rozwój.                                                                      |
| 5105    | Historyczne miasto Korčula The historic town of Korčula |         | Żupania dubrownicko-neretwiańska 42°57′41″N 17°08′09″E/42,961389 17,135833                                                      | K (ii)(iii)(iv)(v)     | 2007 | Historyczne, ufortyfikowane miasto położone na wschodnim wybrzeżu wyspy Korčula. |
| 5106    | Park Narodowy Kornati oraz Park Krajobrazowy Telašćica Kornati National Park and Telašćica Nature Park |         | Żupania szybenicko-knińska Żupania zadarska 43°47′00″N 15°20′00″E/43,783333 15,333333 43°54′00″N 15°09′36″E/43,900000 15,160000 | P (vii)(viii)(x)       | 2007 | Dwa obszary ochrony przyrody położone na archipelagach. Na ich terenach znajdują się różne krasowe formy terenu oraz ważne obszary ochrony przyrody morskiej.                                                                                 |
| 6476    | Granice Cesarstwa Rzymskiego – Limes Dunajski (Chorwacja) Frontiers of the Roman Empire – The Danube Limes (Croatia) |         | Obszar wzdłuż Dunaju | K (ii)(iii)(iv)        | 2020 | Wpis obejmuje rzymskie umocnienia graniczne wzdłuż Dunaju. Znajdują się one na terytorium Bułgarii, Chorwacji, Rumunii oraz Serbii. |